# Onthophagus sparsepunctatus
Onthophagus sparsepunctatus là một loài bọ cánh cứng trong họ Bọ hung (Scarabaeidae).